# 欧洲联盟长期居民

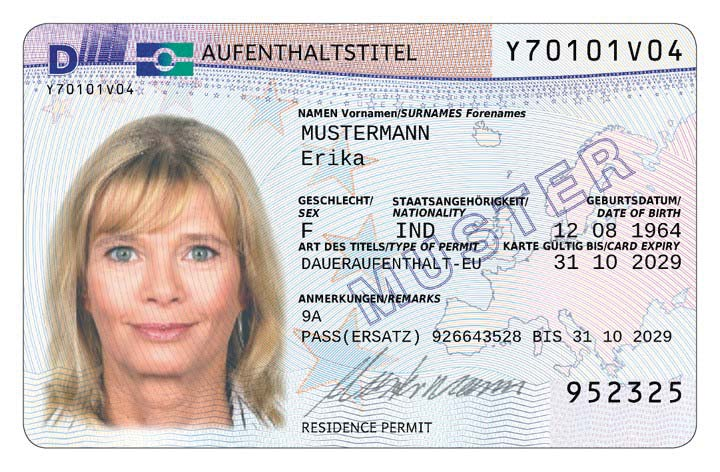
德国签发的欧盟长居卡

欧洲联盟长期居民或欧盟长期居民，俗称欧盟永久居民、欧盟永居身份。是指非欧盟国家公民，但在欧盟国家境内长期居住并有生活来源、以及符合一些其他要求的人。设立于2003年，通常持有欧盟长期居留卡以证明。

## 權利
它赋予持有者在发行国不依赖于学习，經商，就业等前置条件的居住权，申根条约签署国的通行权以及在欧盟内一系列除选举权和部分專營行业如烟草、大麻、博彩之外的权利，包括就业，创业，可负担的教育、医疗，社会保障，开立金融账户，购买股票及不动产等。而非签发国的就业权在当下往往难以得到保障。

## 獲得長期居留權
欧盟各国对长期居民身份的获得，以及长期居民的权利具有一定裁量权，通常为5年合法连续居住 (学生身份各国有不同规定)，当地语言，无犯罪记录和稳定的收入来源。

## 证明文件
欧盟长期居留卡 (俗称欧盟长居卡、欧盟永居卡) 是该身份的凭证。现行欧盟长期居留卡通常具有10年有效期。
虽然卡面颜色类似，但欧盟长期居留卡与欧盟蓝卡不同。欧盟蓝卡 (EU Blue Card) 是欧盟的一种短期居留卡，满足居住5年等条件可申请长期居留卡。
欧盟长期居留卡可视作有效的申根簽證，在一些非欧盟国家也得到承认，可以凭借护照和居留卡获得短期通行的权益。

## 各国称呼
证明文件上有的标注这一身份而另一些标注该文件的名称：
- 奥地利（德语：Daueraufenthalt – EU）
- 比利时（法语：Résident de longue durée – UE，荷兰语：EG – langdurig ingeetene）
- 保加利亚（保加利亚语：дългосрочно пребиваващ в ЕC）
- 克罗地亚（克罗地亚语：Osoba s dugotrajnim boravištem – EZ）
- 塞浦路斯（长期居民 - EC）
- 捷克共和国（捷克语：Povolení k pobytu pro dlouhodobě pobývajícího rezidenta – ES）
- 爱沙尼亚（爱沙尼亚语：Pikaajaline elanik – EÜ）
- 芬兰（芬兰语：PEY 2003/109 EY，瑞典语：PEG 2003/109 EG）
- 法国（法语：Carte de résident de longue durée – UE）
- 德国（德语：Daueraufenthalt – EU）
- 希腊 (希腊语: επί μακρόν διαμένων – ΕΚ )
- 匈牙利 (匈牙利语: Huzamos tartózkodási engedéllyel rendelkező – EK或EK letelepedési engedély )
- 意大利 (意大利语: Soggiornante di lungo periodo – UE 或 Permesso di soggiorno UE per soggiornanti di lungo periodo)
- 拉脱维亚（拉脱维亚语：Eiropas Savienības Pastāvīgā iedzīvotāja statuss – ES）
- 立陶宛（立陶宛语：Ilgalaikis gyventojas – EB）
- 卢森堡（法语：Resident de longue durée – UE）
- 马耳他（马耳他语：Resident fit-tul – UE）
- 荷兰（荷兰语：EG – langdurig ingeetene）
- 波兰（波兰语：Pobyt rezydenta długoterminowego UE）
- 葡萄牙（葡萄牙语：Residente CE de longa duração）
- 罗马尼亚（罗马尼亚语：Rezident pe termenung – CE）
- 斯洛伐克（斯洛伐克语：Osoba s dlhodobým pobytom – ES）
- 斯洛文尼亚（斯洛文尼亚：Rezident za daljši čas – ES）
- 西班牙（西班牙语：Residente de larga duración – UE）
- 瑞典（瑞典语：Varaktigt bosatt - EG）

## 居留权的丧失
- 居留权通过欺诈手段获得
- 因被视为对公共政策或安全构成严重威胁而被签发驱逐令
- 连续 12 个月离开欧盟
- 其他导致居留权获得的条件不复存在时[2]

## 延伸阅读
- 欧盟公民
- 永久居留權
- 永久居留證